# Halvor Nordhaug
Halvor Nordhaug, né le 26 février 1953, est un évêque norvégien de l'Église évangélique et luthérienne de Norvège. Il est nommé évêque du diocèse de Bjørgvin en 2008. Il est le fils de Ole Nordhaug, également évêque, ainsi que de la psalmiste Liv Nordhaug.